# Georges IV de Mingrélie
Georges IV de Mingrélie (Giorgi IV Dadiani géorgien : გიორგი IV დადიანი; décédé après 1715 en captivité) est un prince (mtavari) de Mingrélie de 1691 à 1715. Issu de la maison de Tchikovani, il est le premier prince régnant sur la Mingrélie à ne pas être de la lignée familiale des Dadiani, mais il assume tout de même ce nom. Il est parfois appelé Lipartiani du nom de son premier fief, Salipartiano.

## Ascendance
Fils de Katso Tchikovani et de la reine Tamar, née Kakhaberidze-Chijavadze, il devient prince de Salipartiano en 1681, à la mort de son père pendant que son demi-frère ainé Jessé est prince de Letchkhoumi (1681-1704).

## Ascension
Lorsque le prince de Mingrélie Léon III meurt sans héritier mâle légitime, c'est son fils naturel Léon IV qui lui succède, mais il est contraint d'abdiquer en 1691, sans doute sous l'influence de la Maison de Tchikovani, qui avait pris beaucoup de place sous le règne précédent : Katso Tchikovani avait même épousé Tamar, la fille de Léon III. Mais curieusement, ce n'est pas le fils de cette union, Jesse Tchikovani, qui prendra la suite de Léon IV. C'est Georges IV qui succède à Léon IV en 1691 sur le trône de Mingrélie, et qui vient s'installer à Zougdidi pour assumer la continuité avec la maison régnante précédente.

## Guerre civile en Iméréthie
Georges Dadiani tente d'assurer sa position en s'alliant avec le prince Iméréthien Georges-Malakia Abaschidzé, qui avait usurpé le trône d' Iméréthie en 1702. Il épouse la fille d' Abaschidzé nommée Tamar, après avoir répudié sa précédente épouse la princesse Sevdia Mikeladzé, mère des plusieurs de ses enfants. Dadiani sous l'influence de sa nouvelle épouse
, confisque les domaines des de la famille Mikeladzé, qui s'empresse d'obtenir le soutien du rival de toujours d'Abaschidzé, Georges VII d'Iméréthie. Au milieu de la lutte pour le pouvoir, le propre frère du Dadiani, Iese ou Jessé, marié à Mariam la tante de Georges VII, change de camp, ce qui lui coûte ses possessions. Georges IV s'empare de Sadchilao et de Samikeliao en 1703 ; il expulse son demi-frère Jesse de Letchkhoumi en 1704,.

## Chute
Lorsque le pouvoir d'Abaschidzé et du Dadian décline, Georges IV Dadiani abdique en 1704 comme prince de Mingrélie en faveur de son fils aîné Katsia, né de son ancienne épouse Mikeladzé. Il doit attribuer à son fils cadet, Bejan, le Letchkhoumi, et un autre de ses fils, Gabriel, est fait évêque de Chqondidi. Georges lui-même s eretire dans son fief patrimonial de Salipartiano, mais conserve une influence notable sur ses fils jusqu'en 1709, lorsque Katsia et Bejan, qui ne lui avaient jamais pardonné son divorce avec leur mère, se rangent aux côtes de Georges VII d'Imérétie contre l'alliance Abaschidzé–Lipartiani. Georges IV s'enfuit en Abkhazie et ne revient en Mingrélie qu'après la mort de Katsia en 1710. Il réussit à régner de nouveau sur la principauté de Mingrélie en effectuant un rapprochement avec le roi Georges VII, qui le rétablit de nouveau en 1711. Le nouveau règne de Georges IV est contesté par son fils cadet, Bejan, qui obtient le soutien royal. En 1715, Bejan invite Georges pour une réconciliation familiale, mais il le fait désarmer et le dépose. Georges IV est confiné par Bejan dans une prison et contraint de se remarier avec Sevdia Mikeladzé, avec qui Georges vit jusqu'à sa mort en 1715,,. Son fils Bejan lui succède sous le nom de Bejan Ier Dadiani.

## Descendants
En premières noces, il épouse une sœur du prince Georges Mikeladzé, dont il divorce en 1681 pour la retrouver en 1714 ; ils ont sept enfants.
- Katsia Ier Dadiani, Duc des Ducs de Mingrélie, associé par son père au trône dès 1704, mais qui meurt en 1710.
- Bejan Ier Dadiani, Duc des Ducs de Mingrélie (1715-1728).
- Prince Manuchari Dadiani, tué par Bejan en 1717.
- Prince Antoni, consacré évêque de Chqondidel sous le nom de Gabriel Ier en 1704.
- Princesse Mze-Khanum, qui épouse le Prince Georges Bagration, et meurt le 27 juillet 1705, pour être enterrée au monastère de Shio Mghvimi.
- Princesse Khwaramzi, qui épouse en 1707 le Prince Zourab Abaschidzé.
- Une autre fille qui épouse le prince Kaku Pagava.

En secondes noces, il épouse en 1700 la princesse Tamar (1681-1708), deuxième fille de Georges VI Abaschidzé, roi d'Iméréthie.
En troisièmes noces, il épouse en 1710 la princesse Tamar, fille aînée de Mamia III Gouriéli, roi d'Iméréthie. Il en divorce en 1714.